# Musée de la Zélande
 (mars 2025).
Le Musée de la Zélande (Zeeuws Museum en néerlandais) est un musée consacré à l'histoire et à l'art de la Zélande. Il est dans l'abbaye de Middelbourg à Middelbourg, la capitale de cette province néerlandaise.

## Histoire
À la fin du XVIIIe siècle, la Société scientifique royale de Zélande crée le Musée de Middelbourg (Museum Medioburgense) à Middelbourg. En 1886, un Musée des beaux-arts (Kunstmuseum) est également institué dans la même ville. Au cours du XXe siècle, les musées tombent en ruine et une partie de la collection est perdue lors du bombardement de 1940. En 1961, la Fondation des musées de Zélande s’installe dans le bâtiment du Musée de Middelbourg (alors situé sur la Wagenaarstraat). Une partie de la collection de la Société zélandaise y est déposée alors que la collection du Musée des beaux-arts y est transférée.

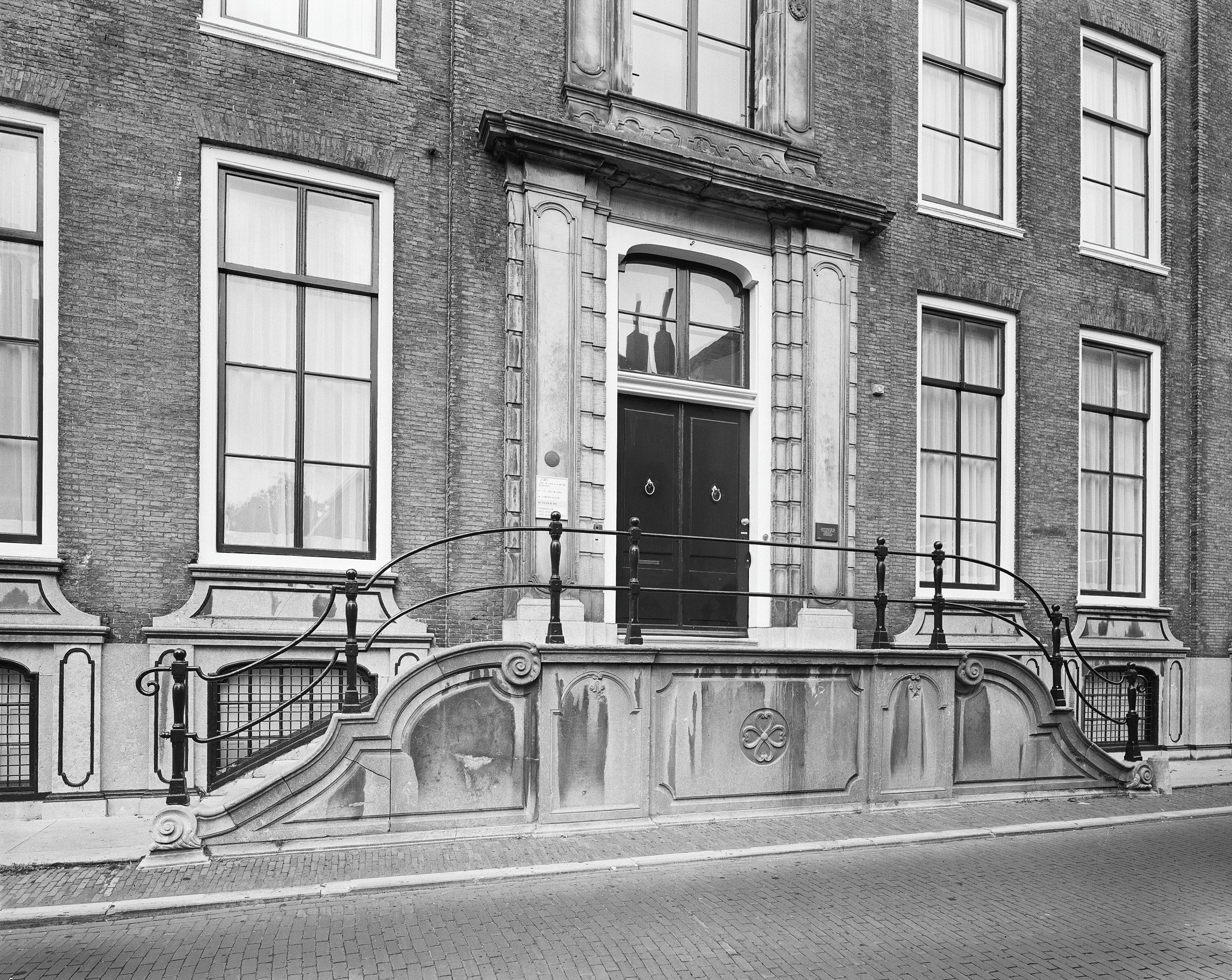
façade de l’immeuble sur la Wagenaarstraat
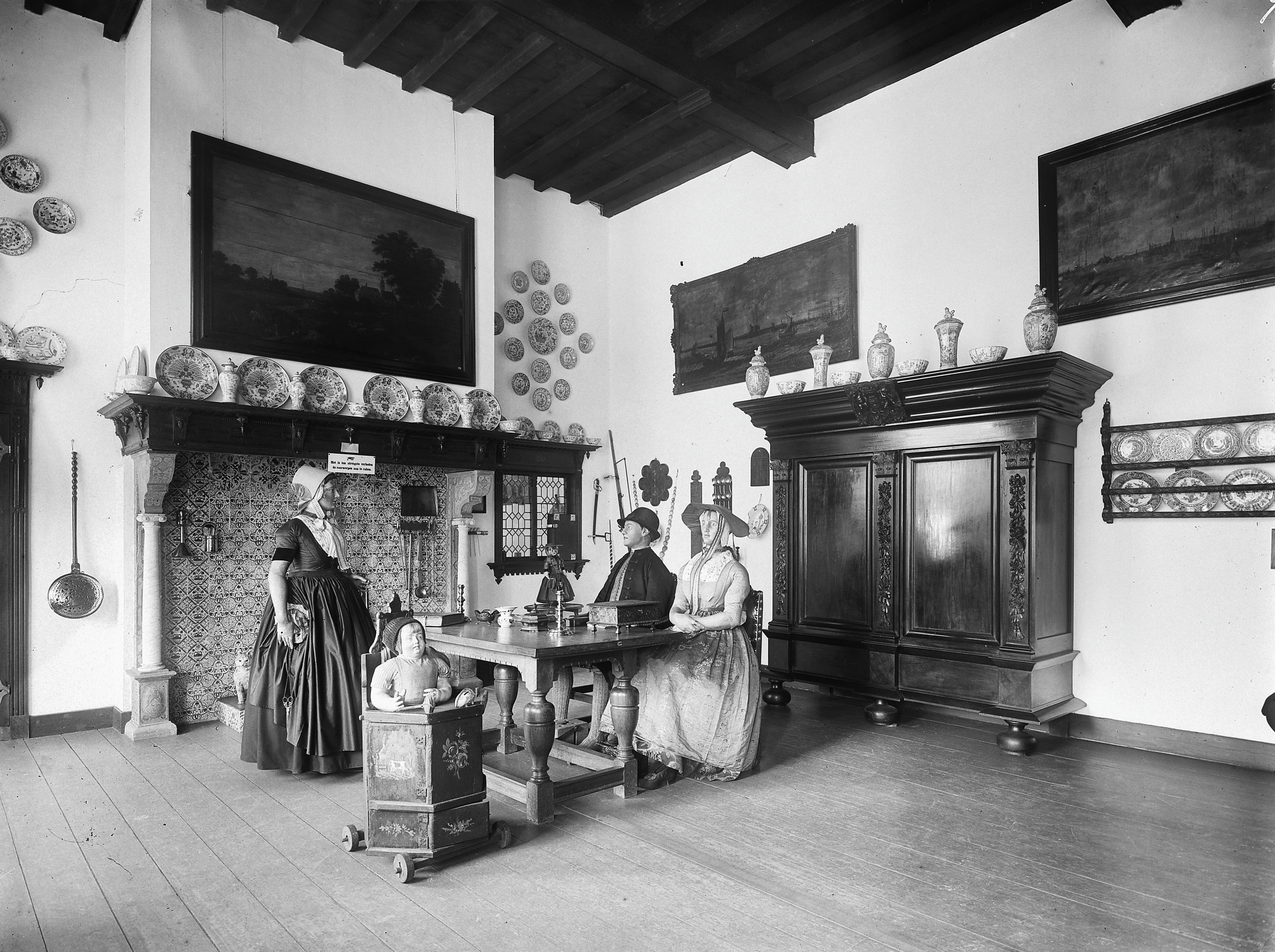
Intérieur du Musée zélandais sur la Wagenaarstraat

À partir de 1961, la Fondation travaille au transfert du Musée de Zélande vers l’ancienne abbaye de la ville. Après d’importants travaux de transformation et de restauration, d’un coût de 1,4 million de florins, le musée s’installe en 1972 dans l’ancienne maison du chanoine. L’inauguration officielle a lieu le 20 juin de la même année, en présence du secrétaire d’État à la Culture, H.J.L. Vonhoff.
Le 16 janvier 2001, le musée a été fermé pour une rénovation majeure. Différents problèmes politiques, financiers et architecturaux ont considérablement retardé sa réouverture. Le 5 juin 2007, le musée entièrement rénové a pu être rouvert au public.

## Collection
La collection comprend des tapisseries zélandaises, la collection historique de la Société royale des sciences de Zélande, la porcelaine de la collection Bal, la mode zélandaise et les costumes régionaux, ainsi que la collection d'art contemporain de la province de Zélande.